# نادي بيسكادورس
نادي بيسكادورس Club deportivo Pescadores  هو نادٍ رياضي مغربي من مدينة الحسيمة أو بيا سان خورخو كما كان يسميها المعمرون الإسبان. نادي بيسكادورس بالعربية تعني نادي الصيادين، ظهر النادي للوجود سنة 1948 بعد تغيير اسمه وهويته الأولى المتمثلة في نادي يوفنتود ماريتيما. مارس بأقسام البطولة الإسبانية حتى 1956، وهي سنة استقلال المغرب ليتم حل النادي سنة 1956.

خارطة تمثل منطقة نفوذ إسبانيا شمال المغرب إبان عهد الاستعمار.
علم إقليم المغرب الإسباني إبان عهد الاستعمار.